# Trichonta fissicauda
Trichonta fissicauda är en tvåvingeart som först beskrevs av Zetterstedt 1852.  Trichonta fissicauda ingår i släktet Trichonta och familjen svampmyggor. Arten är reproducerande i Sverige. Inga underarter finns listade i Catalogue of Life.